# Вишне (община Айдовшчина)
Вижте пояснителната страница за други значения на Вишне.
Вишне (на словенски: Višnje) е село в Словения, регион Горишка, община Айдовшчина. Според Националната статистическа служба на Република Словения през 2015 г. селото има 178 жители.